# Organofolie
Die Organofolie ist ein Faserverbundwerkstoff, welcher aus einer thermoplastischen Kunststofffolie und unidirektional gerichteten Langfasern mit einer Faserlänge von etwa 60 mm in Form von Matten hergestellt wird. Die Technologie ist für das Recycling der bisher kaum wiederverwertbaren Karbonfaserwerkstoffe wichtig, ihre produktionstechnische Realisierung jedoch schwierig.
Ein Laminat aus Organofolien besteht aus mehreren Einzellagen, die gemäß einem vorherberechneten Kraftverlauf mit unterschiedlicher Orientierung aufeinander abgelegt und dann konsolidiert werden.
Die Prozesskette zur Herstellung der Organofolie wurde am Faserinstitut Bremen e. V. entwickelt und erstmals am Institut für Polymerwerkstoffe und Kunststofftechnik der TU Clausthal im Rahmen eines vom Bundesministerium für Wirtschaft 2008–2010 finanzierten Projekts in Kooperation mit dem Faserinstitut Bremen realisiert.

## Verfahren
Ausgangsstoffe sind  eine direkt hergestellte Folie aus Polypropylen und geschnittene Rovings aus Kohlenstofffasern, welche über Vibrationstechnik ausgerichtet und auf die Folie gefördert werden. Anschließend wird das Vorprodukt der Organofolie in einer Doppelbandpresse bis auf den Schmelzbereich des Thermoplasten erwärmt und somit die Fasern mit der Matrix imprägniert.
Laminate der Organofolie können über zwei Verfahren zu hochwertigen Bauteilen verarbeitet werden: durch Tiefzieh- oder Pressverfahren. Im Gegensatz zu den bekannten Organoblechen (gewebeverstärkte Thermoplaste mit höherem Faseranteil), die nur begrenzt umgeformt werden können, können auch dünne Laminate der Organofolie im Tiefziehverfahren verarbeitet werden.
Aufgrund des hohen Materialpreises der Kohlenstofffaser ist die Weiterverwendung von Verschnitten besonders interessant. Am Faserinstitut Bremen e. V. konnte gezeigt werden, dass Gewebeabfälle mit einer quadratischen Kantenlänge bis 100 mm mit der Vibrationstechnik schnell und automatisiert in einzelne Stapelfasern aufgetrennt werden können. Somit lässt sich ein kostengünstiges Halbzeug herstellen, welches zu hochbelastbaren Bauteilen verarbeitet werden kann.
Mögliche Anwendungsgebiete der Organofolie sind insbesondere
- Automobilbau
- Sport- und Freizeitbereich
- Medizintechnik
- Architektur

Vorteile der Organofolie könnten im Einzelnen sein:
- Materialeffizientes Halbzeug aus recycelten Geweben
- Individuell einstellbare, aber unidirektionale Faserrichtung in der Einzellage der Organofolie
- Geringes Gewicht bei hoher Belastbarkeit

- Tiefziehtechnik verwendbar
- Kurze Zykluszeit
- Großserientauglichkeit

Das Faserinstitut Bremen wurde mit mehreren Innovationspreisen für die Entwicklung der Organofolie ausgezeichnet, u. a. mit dem Deutschen Materialeffizienzpreis des Bundesministeriums für Wirtschaft 2009. Eine Serienproduktion findet derzeit nicht statt.

## Ähnliche Materialien
Eine ähnliche Technologie ist das Organo Tape, in dem unilinear ausgerichtete Kohlenstofffasern auf Kunststoffen eingebunden sind. Das Organo Sheet besteht aus mehreren Schichten von Fiber-Tapes. Ein Sheet ist ein Standard-Halbzeug, das zum Beispiel für Verstärkungen in Spritzgussanwendungen, Verkleidungselementen, Stoßstangen und Sitzen von Autos eingebracht wird. Der Aufbau sorgt dafür, dass die Materialien großen Belastungen problemlos standhalten können. Durch die spezielle Faserausrichtung können schon während der Produktion dem fertigen Objekt besondere Eigenschaften gegeben werden, ohne in die gesamte Konstruktion einzugreifen. So ist es möglich, Teile für starke, zu erwartende Zugkräfte zu optimieren, ggf. auch ohne den Umweg über das Halbzeug. Auch hier wird mit Recyclingmaterial experimentiert.
Angesichts der verwirrend vielen verschiedenen Bezeichnungen für Organomaterial ist zu berücksichtigen, dass die Namenswahl vor allem aus patent- und markenschutzrechtlichen Gesichtspunkten erfolgt.